# Skałka
Pour les articles homonymes, voir Skalka.
La Basilique Saint Michel Archange et Saint Stanislas l'Évêque et le Martyre, connue aussi sous les noms de  Basilique des Paulins, Skałka ou Na Skałce (en polonais : sur la roche) est un complexe religieux polonais, comprenant une église et un monastère paulinien. Il est situé au 15 rue Skałeczna dans le quartier Kazimierz à Cracovie.  
Ce serait le lieu du martyr et évêque de Cracovie Stanislas de Szczepanów, assassiné en 1079 et devenu depuis le saint patron de la Pologne.  
La crypte de l'église abrite le panthéon national pour écrivains et artistes polonais.

## ̩Histoire

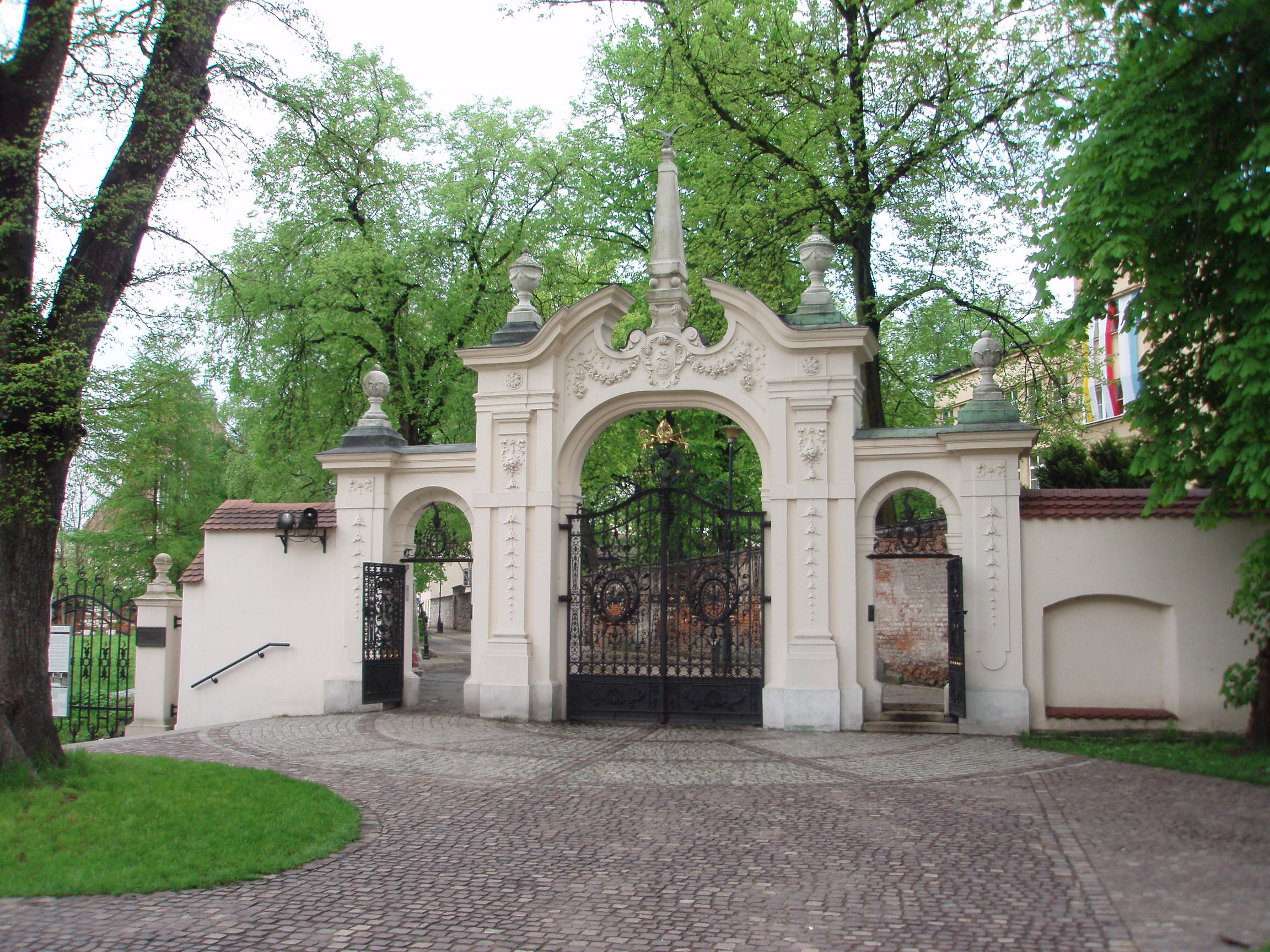
La grille d'entrée.

L’église baroque actuelle na Skałce est probablement la troisième édifiée sur ce site. La première, la rotonde romane de Saint Michel Archange dans laquelle aurait été assassiné Saint Stanislas, fut reconstruite dans le style gothique par le roi Kazimierz le Grand au XIVe siècle. L'historien et chanoine de Cracovie Jan Długosz, auteur de La vie de saint Stanislas, et en même temps le bienfaiteur de l'église, par souci du déclin du sanctuaire au XVe siècle, décida de confier ce lieu, en 1472, aux soins des frères Paulins établis déjà en Pologne, à Jasna Góra, depuis 1382.

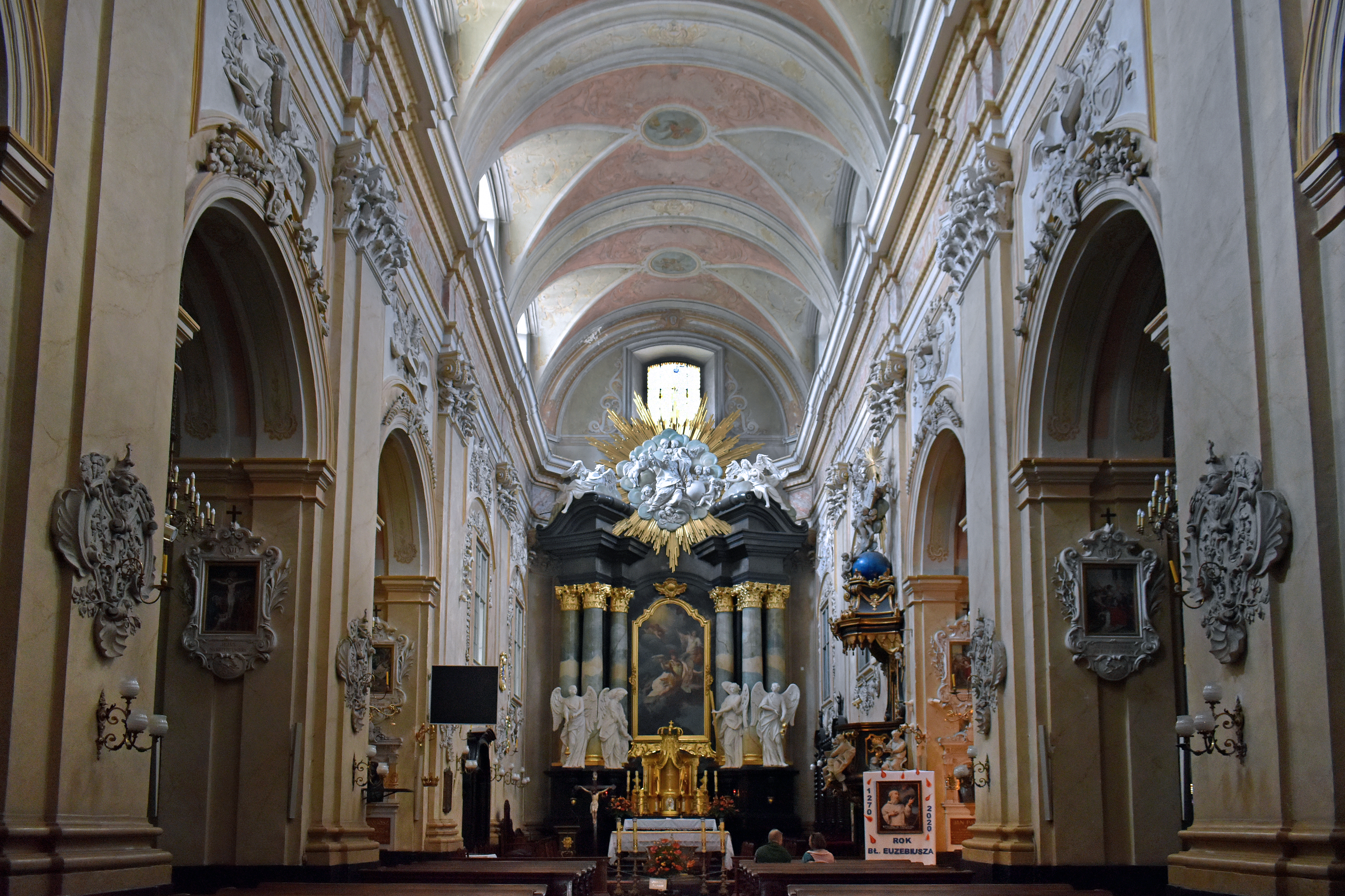
L'intérieur de l'église.

Vers 1650, l'église gothique des moines fut détruite par les envahisseurs suédois. L'église d'aujourd'hui, l'œuvre de l’architecte du roi Antonio Solari, fut élevée entre 1733 et 1751. Elle reçut alors son double nom : Saint-Michel Archange et Saint-Stanislas Évêque et Martyr. Le bâtiment du monastère des Paulins, relié à l’église, fut remanié plus tôt, dans la seconde moitié du XVIIe siècle, et prit alors son aspect actuel d’un château italien de style Renaissance.
Au XIXe siècle, la bâtisse fut changée en arsenal par l’occupant autrichien mais elle réussit à récupérer toute sa splendeur.
Le portail à l'entrée du monastère est décoré des armoiries de l'ordre paulinien: un corbeau avec une miche de pain, deux lions et un palmier. Dans la cour devant l'église, se trouve un étang de Saint Stanislas avec une clôture en pierre du XVIIe siècle.

## Panthéon national

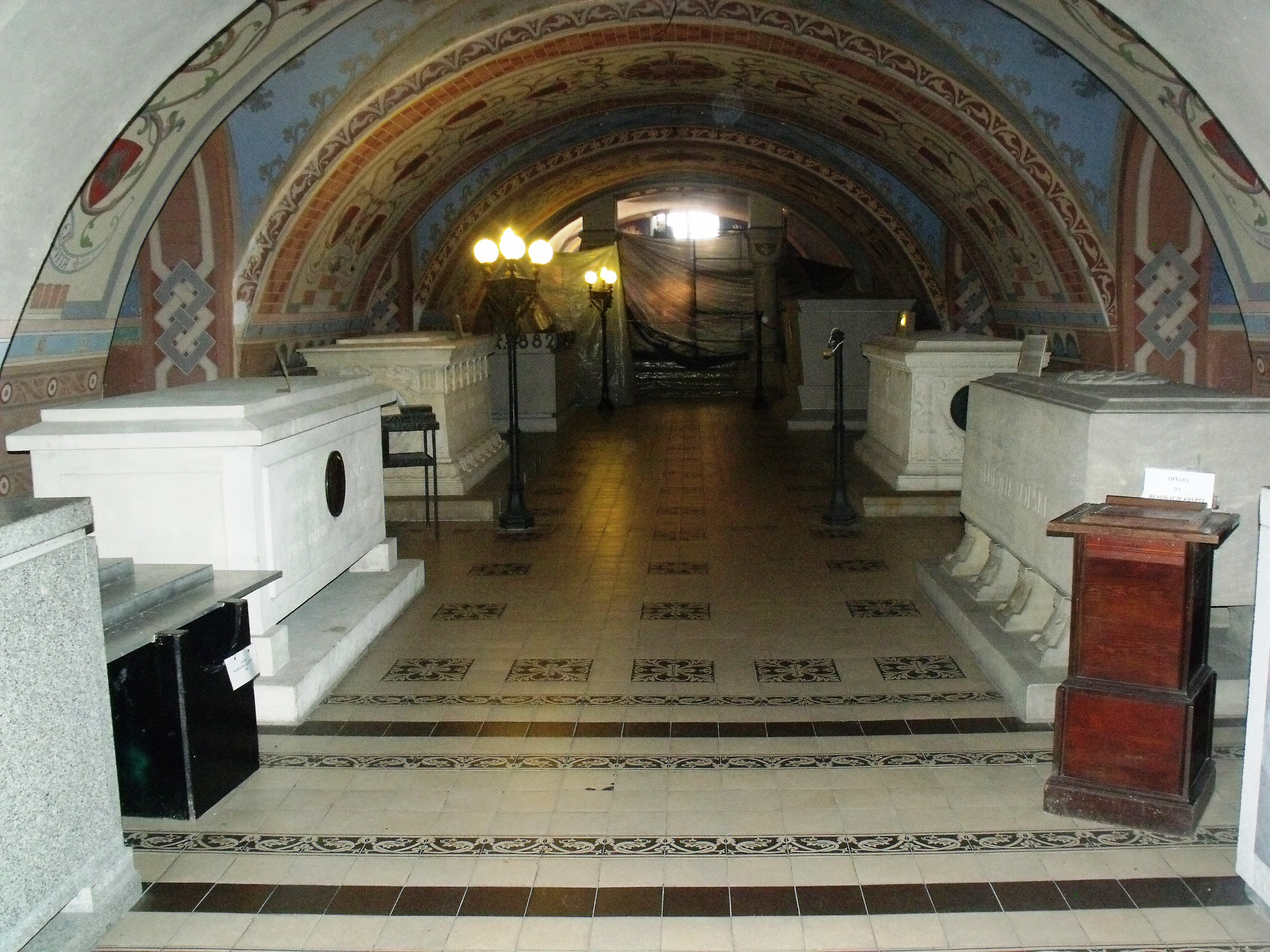
La crypte de l'église.

Sous la basilique se trouve une crypte des Grands hommes de Pologne. Les personnalités qui reposent sont : 
- Jan Długosz (1415–1480), historien ;
- Wincenty Pol (1807–1872), poète, géographe ;
- Lucjan Siemieński (1807–1877), poète, critique littéraire, traducteur ;
- Józef Ignacy Kraszewski (1812-1887), écrivain, historien, militant social ;
- Teofil Lenartowicz (1822-1893) poète, ethnographe, sculpteur ;
- Adam Asnyk (1839-1897) poète ;
- Henryk Siemiradzki (1843-1902), peintre ;
- Stanisław Wyspiański (1869-1907) dramaturge, poète, peintre ;
- Jacek Malczewski (1854-1929), peintre symboliste ;
- Karol Szymanowski (1882-1937) compositeur, pianiste ;
- Ludwik Solski (1855-1954) acteur, metteur en scène et directeur de théâtre ;
- Tadeusz Banachiewicz (1882-1955) astronome et mathématicien ;
- Czesław Miłosz (1911-2004) poète.

## La procession de saint Stanislas

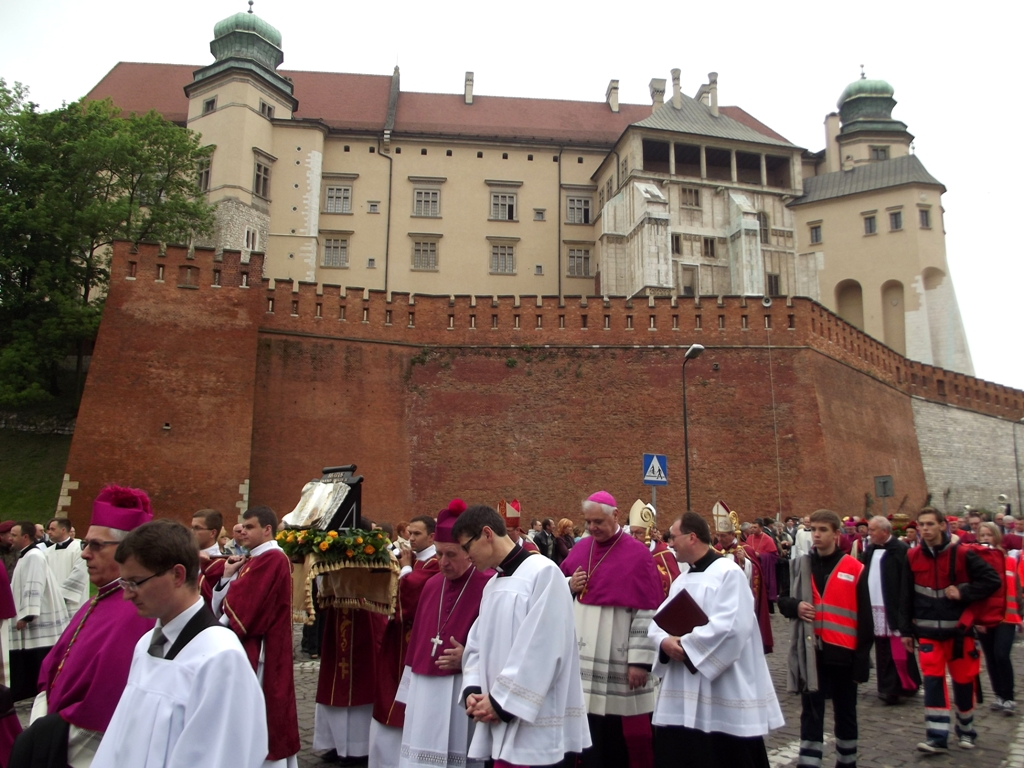
Procession annuelle du 8 mai.

La dépouille mortelle de Saint Stanislas (selon la légende, coupée en morceaux et merveilleusement assemblée peu de temps après sa mort) fut transférée aussitôt à la cathédrale du Wawel, lieu de la sépulture officielle, cependant c'est bien l’Église Skałka qui resta un lieu de culte du martyr, proclamé saint déjà au XIIIe siècle. En effet, la piété populaire se concentra dans un premier temps autour de la tombe initiale de l'évêque, lieu sanctifié par son sang, et en même temps le berceau de sa réputation thaumaturge. Les pèlerinages annuels entre Skałka et la colline royale se transformèrent vite en grands rassemblements populaires auxquels participa symboliquement le cortège du roi traversant la ville sur les pas de l'évêque. À partir du XIVe siècle, chaque souverain avant son couronnement dans la cathédrale de Cracovie devait suivre l'itinéraire en procession de Wawel à Skałka. Au milieu du XVIe siècle, le pèlerinage à Skałka se transforma en forme d’expiation pour le meurtre commis par un roi sur un homme de l’église. 

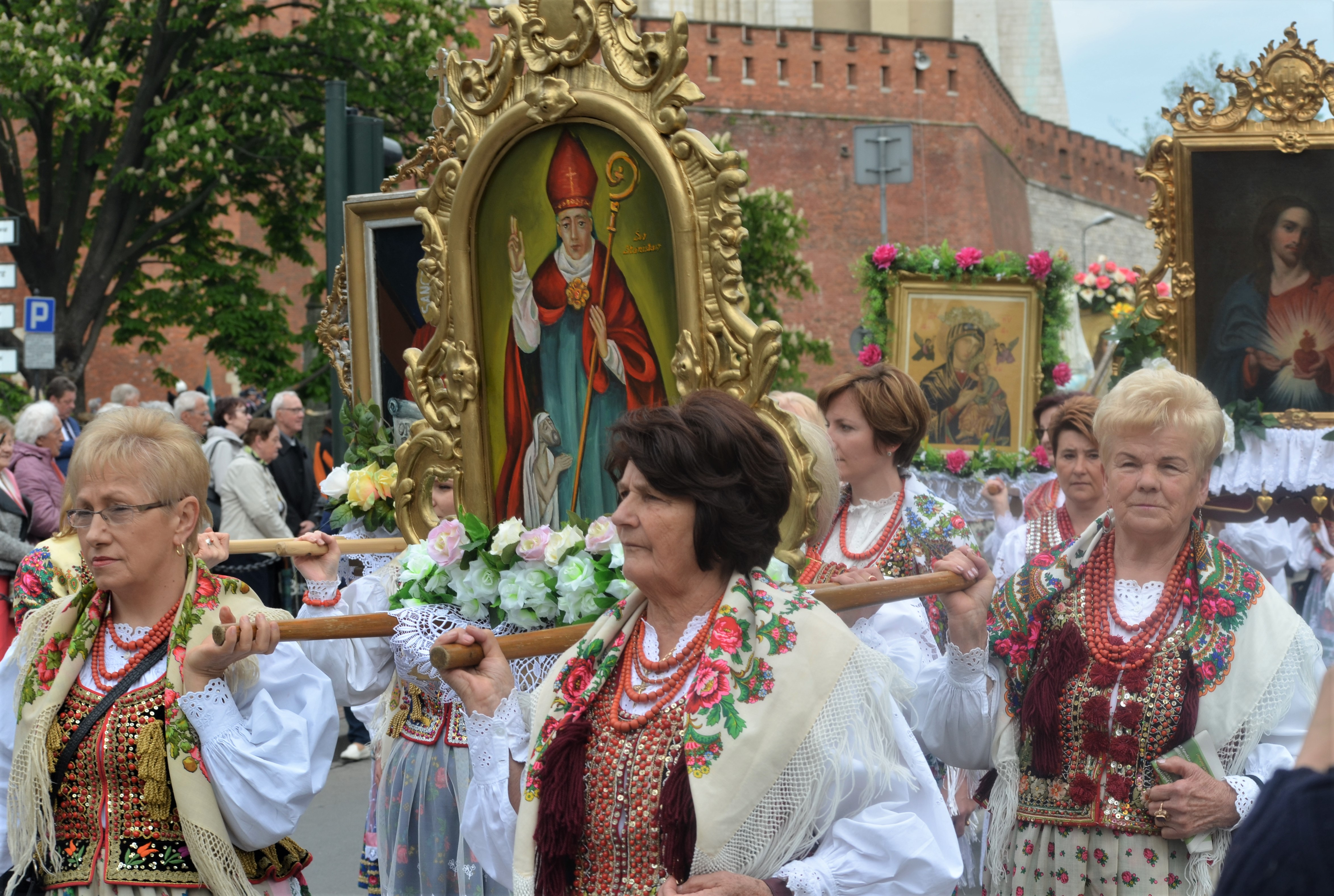
Procession annuelle du 8 mai.

De nos jours, le dimanche suivant le 8 mai, jour de la fête du Saint Stanislas, une procession réunit presque tout l'épiscopat de Cracovie et les fidèles ; sur des autels portatifs sont transportées les reliques des saints et bienheureux de l'archidiocèse de Cracovie : saint Stanislas, saint Wojciech, Sainte Faustyna et saint Florian.

## Dans la culture
Dans la culture polonaise, Skałka apparaît comme lieu du martyre de l'évêque Stanislas de Szczepanów et en même temps de la fin du règne de l'ambitieux roi Bolesław II, deux personnages tragiques dans le conflit qui opposait l'Église et l'État.
Stanisław Wyspiański a consacré deux pièces de théâtre à ce lieu : Skałka et Bolesław le Brave